# Metropolitano de Moscovo
Metro de Moscovo (português europeu) ou Metrô de Moscou (português brasileiro) (em russo:  Московский метрополитен) é um sistema de trânsito rápido no Oblast de Moscou, na Rússia. Ela atende a capital Moscou e as cidades vizinhas de Krasnogorsk, Reutov, Lyubertsy e Kotelniki. Inaugurado em 1935 com uma linha 11 quilômetros e 13 estações, foi o primeiro sistema ferroviário subterrâneo da União Soviética.
Em dezembro de 2024, o metrô de Moscou tinha 271 estações e 466,62 quilômetros de extensão de rota, excluindo o monotrilho leve, tornando-o a oitavo mais longo do mundo, o mais longo da Europa e o mais longo fora da China. É também o único sistema na Rússia com duas linhas circulares.
A maior parte do sistema é subterrânea, com a seção mais profunda a 73 metros (240 pés) de profundidade na estação Park Pobedy, uma das estações subterrâneas mais profundas do mundo. É o sistema de metrô mais movimentado da Europa, o mais movimentado do mundo fora da Ásia, e é considerado uma atração turística por si só, graças à sua luxuosa decoração interna.
O metrô de Moscou é líder mundial na frequência do tráfego ferroviário, uma vez que os intervalos durante as horas de ponta não excedem frequentemente os 90 segundos. Em fevereiro de 2023, foi o primeira no mundo a reduzir os intervalos dos trens do metrô para 80 segundos, mas na prática é improvável que os trens ultrapassem o intervalo de 90 segundos.

## História
O Metrô de Moscou é uma das mais impressionantes maravilhas do mundo moderno. Sua história remonta ao início do século XX, quando a cidade de Moscou começou a crescer rapidamente e precisava de um meio de transporte eficiente para lidar com o grande fluxo de pessoas que se deslocavam diariamente pela cidade.
Foi em 1932 que a primeira linha do metrô de Moscou foi inaugurada, com apenas 13 estações. O sistema de metrô cresceu rapidamente e, durante a década de 1930, novas linhas foram construídas, com estações imponentes e elegantes, ricamente decoradas com murais, esculturas e mosaicos.
Durante a Segunda Guerra Mundial, o metrô de Moscou desempenhou um papel crucial no transporte de tropas, equipamentos e suprimentos para a cidade sitiada. As estações de metrô serviram como abrigos antiaéreos e hospitais improvisados, salvando a vida de milhares de pessoas.
Após a guerra, o metrô de Moscou continuou a crescer, com novas linhas sendo adicionadas e a infraestrutura sendo constantemente melhorada. A expansão do metrô de Moscou também serviu como uma plataforma para a arte soviética, com muitas estações apresentando arte e arquitetura impressionantes.
Hoje, o metrô de Moscou é um dos mais movimentados e eficientes sistemas de transporte do mundo, transportando mais de 9 milhões de passageiros diariamente. O sistema de metrô é tão grande que é praticamente uma cidade subterrânea, com suas próprias lojas, restaurantes e até mesmo cinemas.
Cada estação de metrô de Moscou é única e apresenta sua própria história e estilo arquitetônico. Algumas das estações mais famosas incluem a Komsomolskaya, com sua grandiosa arquitetura neoclássica, a Novoslobodskaya, com seus belos mosaicos, e a Ploshchad Revolyutsii, com suas 76 estátuas de bronze.
Além de ser um meio de transporte vital para os habitantes de Moscou, o metrô de Moscou também é uma das principais atrações turísticas da cidade. Muitos turistas vêm especificamente para visitar as estações de metrô de Moscou, algumas das quais são verdadeiras obras-primas de arquitetura e arte.
Em resumo, o metrô de Moscou é muito mais do que um simples meio de transporte. É uma parte fundamental da história e da cultura de Moscou, um marco da engenharia e um tesouro arquitetônico e artístico que atrai visitantes de todo o mundo.

## Sistema

### Linhas
O metrô de Moscou (nome completo: Empresa unitária do Estado "Moscow Metro", Russo Государственное унитарное предприятие "Московский метрополитен" / transcrição Gossudarstvennoje unitarnoje predprijatije Moskowski metropoliten) tem uma rede de 408 km de linhas com 222 estações, que está sendo continuamente expandida. A numeração das linhas segue essencialmente a cronologia da inauguração em relação à primeira linha, entretanto no caso das linhas 4 e 11/11a, a numeração das linhas é de forma independente. A Linha 3 Arbatsko-Pokrovskaya é a linha mais longa com 45,1 quilômetros de extensão, enquanto a Linha 11 Kakhovskaya é a linha mais curta com 3,3 quilômetros.
O metrô é utilizado por cerca de nove milhões de passageiros diariamente. Os trens funcionam entre 5:30 da manhã e 2:00 da madrugada. As entradas para as estações e para os túneis de baldeação da estação geralmente abrem entre 5:30 e 5:40 da manhã e fecham à 1:00 da madrugada; as saídas permanecem abertas por pouco mais dependendo da linha e da localização da estação dos últimos trens que ainda transportam passageiros. Durante as horas de pico (7-10 da manhã e 17-20 da noite), os trens transportam em sua maioria em intervalos de 1,5 a 3 minutos, em outros casos a cada 2 a 4 minutos, e apenas a cada 5 a 10 minutos após a meia-noite.
| #   | Nome                                                                  | Inauguração | Comprimento | Tempo de viagem |
| --- | --------------------------------------------------------------------- | ----------- | ----------- | --------------- |
| 1   | Socolhnitcheskaia (em russo: Сокольническая)                          | 1935        | 32,6 km     | 47 min          |
| 2   | Zamoskvoretskaia (em russo: Замоскворецкая)                           | 1938        | 39,9 km     | 56 min          |
| 3   | Arbatsko-Pokrovskaia (em russo: Арбатско-Покровская)                  | 1938        | 45,1 km     | 67 min          |
| 4   | Filiovskaia (em russo: Филёвская)                                     | 1958        | 14,9 km     | 27 min          |
| 5   | Kolhtsevaia (em russo: Кольцевая)                                     | 1950        | 19,3 km     | 30 min          |
| 6   | Kalujsko-Rijskaia (em russo: Калужско-Рижская)                        | 1958        | 37,6 km     | 56 min          |
| 7   | Tagansko-Krasnopresnenskaia (em russo: Таганско-Краснопресненская)    | 1966        | 42,0 km     | 58 min          |
| 8   | Kalininskaia (em russo: Калининская)                                  | 1979        | 19,7 km     | 18 min          |
| 8A  | Solntcevksaya (em russo: Солнцевская)                                 | 2014        | 33,5 km     | 46 min          |
| 9   | Serpukhovsko-Timiriasevskaia (em russo: Серпуховско-Тимирязевская)    | 1983        | 41,2 km     | 58 min          |
| 10  | Liublinsko-Dmitrovskaia (em russo: Люблинско-Дмитровская)             | 1995        | 28,0 km     | 42 min          |
| 11A | Kakhovskaia (em russo: Каховская)                                     | 1995        | 3,3 km      | 5 min           |
| 11  | Bolshaya Koltsevaya (em russo: Большая Кольцевая Линия)               | 2018        | 10,51 km    | 14 min          |
| 12  | Butovskaia (em russo: Бутовская)                                      | 2003        | 10,0 km     | 18 min          |
| 13  | Monotrilho (em russo:Монорельс)                                       | 2004        | 4,7 km      | 15 min          |
| 14  | Moskovksoe Centralnoe Koltso (em russo:Московское Центральное Кольцо) | 2016        | 54 km       | 90 min          |

Além disso, no planejamento oficial das linhas do metrô, o Monotrilho e o  Pequeno Anel Ferroviário de Moscou são chamados de linhas 13 e 14, respectivamente. Apesar de terem o mesmo sistema de tarifas, esses dois sistemas de transporte não são metrôs propriamente ditos, pois possuem uma infraestrutura técnica completamente diferente, não sendo então considerados como parte do metrô de Moscou.

### Estações
O sistema do metrô de Moscou se orgulha de ter palácios subterrâneos para o povo. Muitas estações são luxuosamente decoradas devido à influência do classicismo socialista durante o tempo de Stalin. Algumas dessas estações são ricas em detalhes e são classificadas como particularmente dignas de serem vistas em vários guias turísticos. No entanto, a maioria das estações, especialmente fora do centro, tem um estilo muito simples e neutro.
A estação Komsomolskaya na Linha Circular é frequentemente considerada a estação mais bonita de toda a rede de metrô. Inaugurada em 1952, a estação fica localizada abaixo da Praça Komsomolskaya, ao lado das estações ferroviárias de Leningrado, Yaroslavl e Kasaner. Os 72 pilares octogonais na área da plataforma, são todos revestidos em mármore claro e têm o caráter de elementos decorativos além de sua função de suporte. Sobre os capitéis dos pilares ficam os arcos redondos, dando ao usuário do metrô a impressão de passar por um portão redondo ao ir para os trilhos. A área do teto é decorada com vários lustres grandes. Entre eles existem oito mosaicos monumentais, cada um composto de 300.000 peças individuais e emoldurado por estuque, reproduzindo cenas da história russa. Isto cria uma aparência quase barroca. A estação de metrô também inclui várias passagens acima do solo.
A estação de metrô Kiewskaja da linha circular, é também ao mesmo tempo uma estação de transferência para as linhas 3 e 4 abaixo da estação de Kiev que dá seu nome, retrata a amizade entre a Rússia e a Ucrânia em mosaicos. Os temas incluem a anexação da Ucrânia à Rússia e a libertação de Kiev durante a Segunda Guerra Mundial. Além dos lustres, as arcadas esculpidas são dignas de serem vistas.

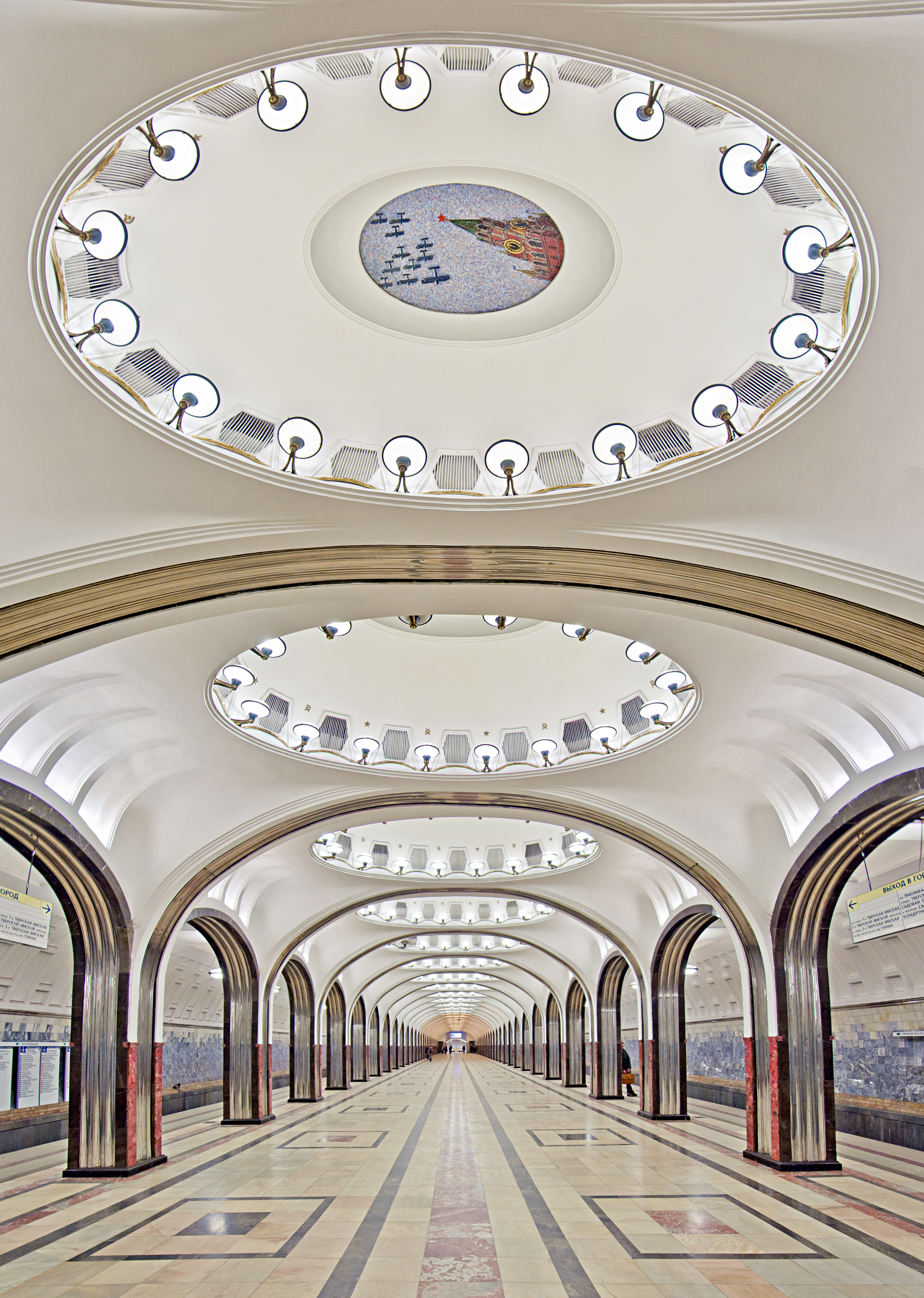
Estação Mayakovskaya.

Vladimir Mayakovsky, dá nome a estação de metrô Mayakovskaya, que tematiza a Força Aérea da União Soviética com sua implementação artística através de mais de 30 mosaicos abobadados. Os mosaicos, feito com materiais fluorescentes e indiretamente iluminados, têm o objetivo de criar um efeito espacial impressionante. Esta estação de metrô recebeu o Grand Prix de arquitetura em Nova Iorque. Além disso, esta estação tem um arco sussurrante, através de uma acústica ótima, palavras suavemente ditas também podem ser ouvidas claramente do outro lado da estação.

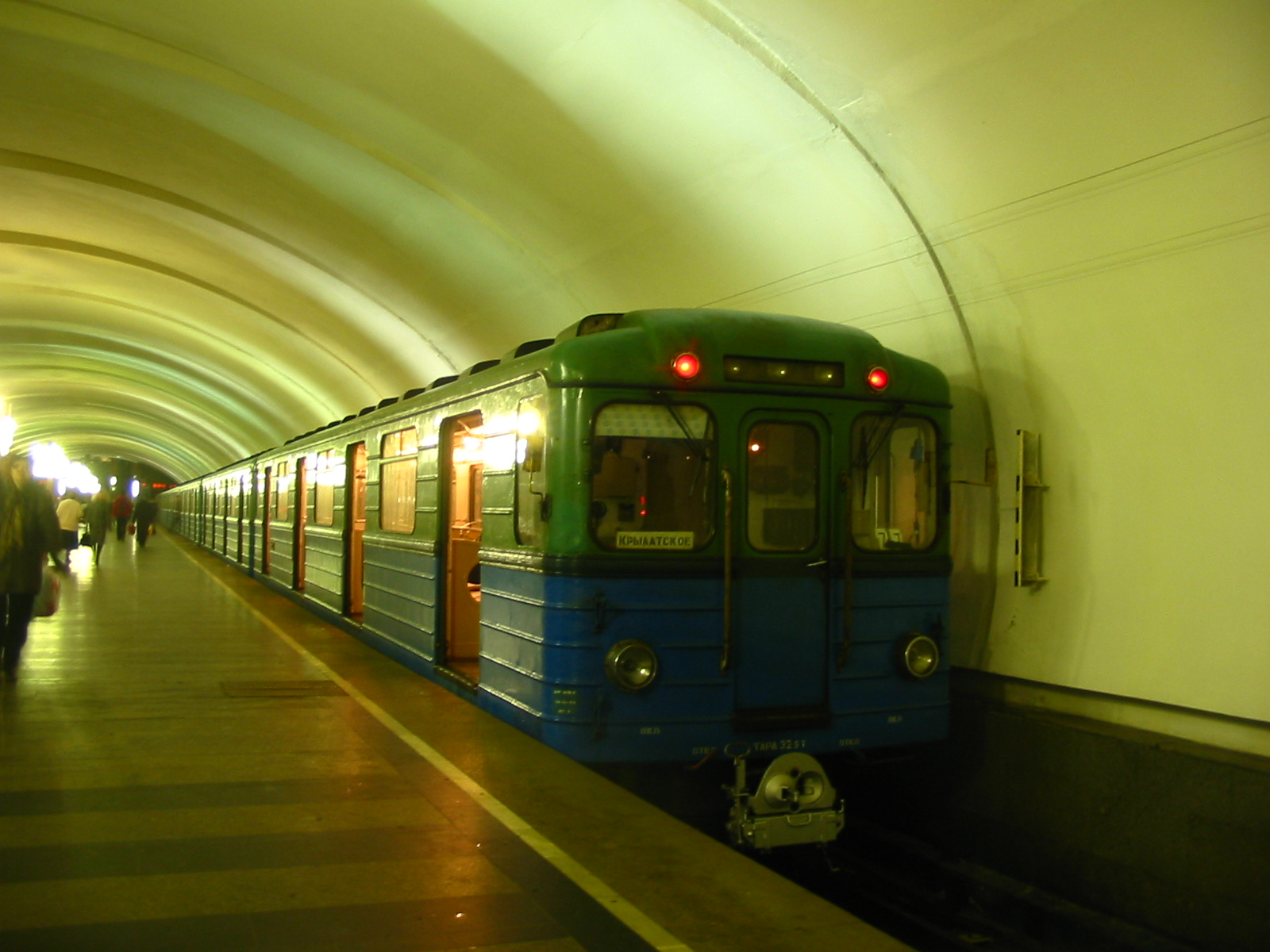
Trem do metrô de Moscou em uma estação em 2005

A distância mais curta é de 500 metros entre as estações Vystavochnaya e Meshdunarodnaya da linha 4, a mais longa de longe é de 6.625 quilômetros entre as estações Krylatskoye e Strogino da linha 3. Em média, as estações estão a 1800 metros de distância uma das outras. Essa densidade comparativamente baixa de estações combinada com a alta velocidade dos trens (quase 100 km/h) torna possível cobrir longas distâncias na cidade com velocidade inigualável. O metrô de Moscou é considerado o mais rápido do mundo. 

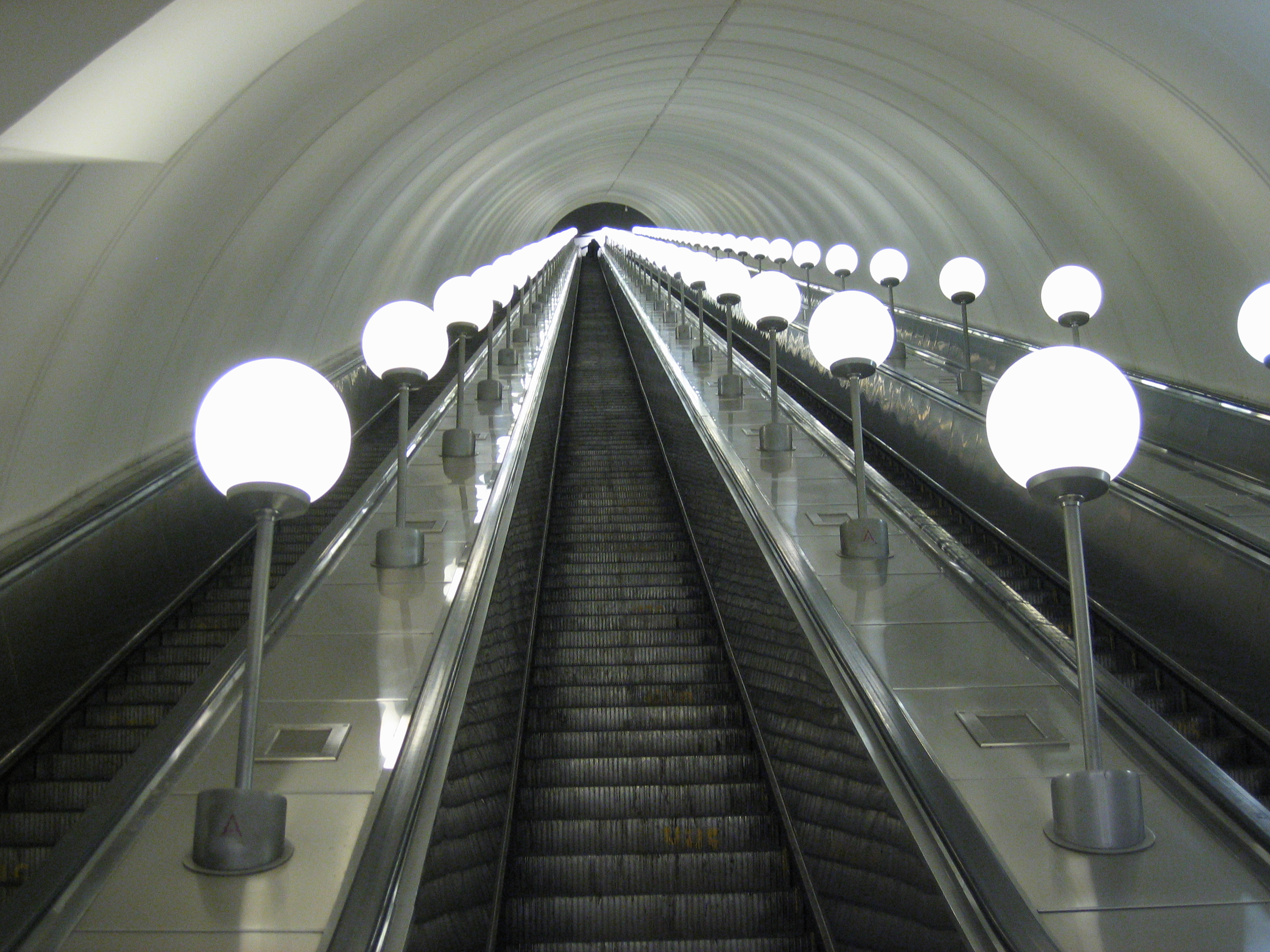
Escada Rolante da estação Park Pobedy.

Como muitas estações estão localizadas em locais muito profundos, foram instaladas escadas rolantes longas, que viajam particularmente rápido. A estação Park Pobedy (Linha 3) fica 84 metros abaixo da superfície e, de acordo com o metrô, tinha as escadas rolantes mais longas do mundo (126 m, 740 degraus; ultrapassada em 2011 pelas escadas rolantes de 137 m da estação Admiralteiskaya do metrô de São Petersburgo). Em algumas estações, leva até três minutos para atingir o nível da superfície ou da plataforma. Desde a construção do metrô em 1935, foi planejado usar o sistema de metrô também como um abrigo antiaéreo, o que explica a grande profundidade da construção. Durante a Guerra Fria, o Metrô foi equipado com portões hermeticamente fechados para servir de abrigo seguro no caso de um ataque nuclear.
O acesso às plataformas é controlado por barreiras de acesso que permitem a passagem somente após colocar um cartão inteligente com um chip incorporado. Modelos mais antigos destas barreiras têm a peculiaridade de que uma barreira que não se abre - como é normal em outros metrôs com barreiras de acesso - mas o acesso aberto é bloqueado se alguém tentar passar sem um bilhete. Entretanto, as estações novas ou renovadas estão equipadas com modernas barreiras (ver foto) que abrem depois que um bilhete válido é apresentado. Barreiras de acesso foram instaladas em todas as estações do metrô de Moscou a partir de 1958, substituindo os cobradores dos trens que tinham sido comuns até então.
Houve muitas variações no valor das tarifas na história do metrô de Moscou: a tarifa original de 50 kopecks foi reduzida para 30 kopecks em 1935 e aumentou novamente para 40 kopecks em 1942 e para 50 kopecks em 1948. Após a reforma da moeda em 1961 até 1991, a tarifa foi paga com uma moeda de cinco kopeck, que era inserida em uma das máquinas de bilhetes em vez dos tokens anteriores. O grande diâmetro desta moeda, era incomum em contraste com as outras. Com a inflação do rublo, o preço aumentou inicialmente para 15 kopecks em 1991. Em 1992, eles trocaram para fichas (inicialmente de metal, depois de plástico), e em 1999 eles trocaram para cartões magnéticos, que depois foram substituídos por cartões inteligentes para todos os tipos de bilhetes até 2008. Desde 2 de fevereiro de 2013, estão disponíveis bilhetes universais, que podem ser utilizados tanto no metrô como em transportes acima do solo, como ônibus. Um bilhete universal custa 57 rublos (dados de 2020), o equivalente a cerca de 0,79 euros. Além disso, você pode comprar bilhetes com 2, 5, 11, 20, 40 ou 60 passagens, com o preço por passagem cada vez mais barato. Em 2018, a passagem de 60 viagens custa 1765 rublos, portanto uma viagem custa pouco mais de 29 rublos (cerca de 0,41 euros). Com um cartão inteligente (russo: Смарт-карта) você pode usar todos os meios de transporte por 24 horas. Crianças menores de 7 anos viajam gratuitamente, e bicicletas não são permitidas, com exceção das bicicletas dobráveis e bicicletas para crianças.

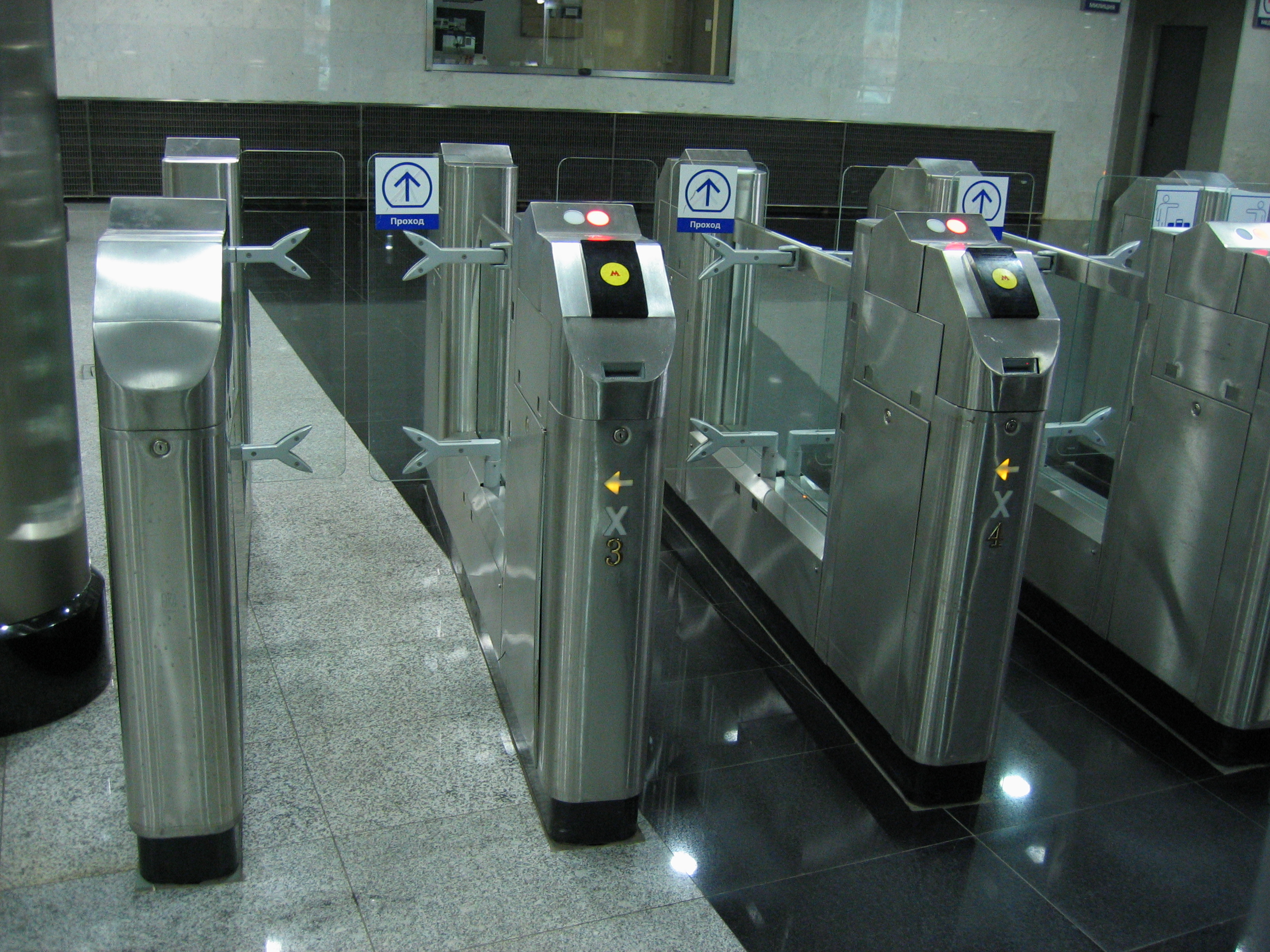
Barreiras de acesso na entrada de uma estação.

Todas as estações têm salas de primeiros socorros e uma delegacia ao lado das plataformas. Em meados dos anos 2000, todas as estações do metrô de Moscou também tiveram câmeras de vigilância instaladas, cujas gravações são transmitidas para as respectivas delegacias; além disso, foram instalados postes de informação e chamadas de emergência nas plataformas das estações. Para melhor prevenção de ataques terroristas, todos os cestos de lixo foram removidos das plataformas e salas da estação no início dos anos 90, e nos anos 2010 foram instalados detectores de metais e máquinas de raios X nas entradas da estação para controlar pessoas e bagagens, embora tenham sido utilizados de forma aleatória até agora.
Em quase todas as estações, há canais com cerca de 30 cm de profundidade na área central dos trilhos, onde se pode escapar de um trem que se aproxima no caso de uma queda sobre os trilhos. Esta possibilidade de fuga também é explicitamente mencionada nas regras oficiais de uso e conduta para o metrô de Moscou. Entretanto, em tal situação é perigoso tentar se esconder sob a plataforma, pois nesta área há um trilho condutor de alta voltagem. Os canais dos trilhos só estão faltando em certas estações acima do solo, onde existem outras rotas de fuga.
Para pessoas em cadeiras de rodas, o uso do metrô de Moscou só é possível de forma  limitada até agora. Das mais de 200 estações, cerca de uma dúzia têm acesso  sem barreiras. e, na maioria das estações subterrâneas, uma instalação adicional seria extremamente caro devido à sua localização relativamente baixa.